# Michael Levi
Michael Levi (* 1948) ist ein britischer Kriminologe, der als Professor an der Cardiff University forscht und lehrt.
Der Sohn eines KZ-Überlebenden und einer an Polio erkrankten Mutter studierte an der University of Oxford (Bachelor 1971), der University of Cambridge (Diplom-Kriminologe 1972) und wurde 1979 an der University of Southampton zum Ph.D. promoviert. 2007 folgte die zweite Promotion (Doctor of Science) an der Cardiff University. Dort ist Levi seit 1975 tätig, seit 1991 als Professor. 
Für sein Lebenswerk (kriminologische Grundlagenforschung als auch die politikorientierte Forschung zu Geldwäsche, Korruption, Cyberkriminalität, grenzüberschreitender organisierter Kriminalität und Wirtschaftskriminalität) wurde Levi sowohl von der American Society of Criminology als auch der British Society of Criminology (BSC) ausgezeichnet. Zudem ist er BSC-Ehrenmitglied.

## Schriften (Auswahl)
- The phantom capitalists. The organization and control of long-firm fraud. 2. Auflage, Aldershot, Hampshire/Burlington 2008, ISBN 9780754645160.
- Mit Petrus C. van Duyne: Drugs and money. Managing the drug trade and crime- money in Europe. Routledge, London/New York 2005, ISBN 0415341760.
- Investigation, prosecution, and trial of serious fraud. HMSO, London 1993, ISBN 0113410735.
- Regulating fraud. White-collar crime and the criminal process. Tavistock Publications, London/New York 1987, ISBN 0422611603.